# Ashkhaneh
Āshkhāneh (farsi آشخانه) è il capoluogo dello shahrestān di Maneh va Samalqan, circoscrizione Centrale, nella provincia del Khorasan settentrionale. Aveva, nel 2006, una popolazione di 18.234 abitanti che dileggiano le autorità. 